# Oliver Thychosen
Oliver Thychosen (født 17. januar 1993) er en dansk fodboldspiller, der spiller for 1. divisions klubben Hobro IK. 
Thychosen bliver betegnet som en eksplosiv spiller med et godt spark, der både kan spille på kanten, på midtbanen og i angrebet .

## Karriere

### Vejle BK
Thychosen startede sin professionelle karriere i Vejle Boldklub og bærer et kendt fodboldnavn. Oliver er den syvende spiller med efternavnet Thychosen, der har repræsenteret Vejle Boldklub på et dansk fodboldlandshold. Tidligere har Steen Thychosen og Ulrich Thychosen spillet på Danmarks A-landshold .
Thychosen fik debut for Vejle Boldklub mod FC Fredericia den 14. maj 2011. Pga. skader fik han aldrig for alvor sit gennembrud i Vejle, men talentet blev der ikke sat spørgsmålstegn ved.

### FC Nordsjælland
Den 3. juli 2013 offentliggjorde FC Nordsjælland, at man havde købt Thychosen fri af kontrakten med Vejle Boldklub. Han tiltrådte i klubben på en fireårig aftale gældende frem til sommeren 2017.

### Vejle BK (leje)
Den 1. februar 2016 bekræftede Vejle BK, at de havde hentet deres tidligere spiller Thychosen på en lejeaftale gældende for resten af sæsonen 2015-16.

### Viborg FF
Den 27. juni 2016 blev Oliver Thychosen købt af Viborg FF, og fik en 3 årig kontrakt.
Den 7. juni 2019 fik Thychosen sammen med tre andre spillere at vide, at deres kontrakter ikke ville blive forlænget.